# Dansk-tyske traktat af 1922
Den dansk-tyske traktat af 1922 var en aftale, som blev indgået mellem Kongeriget Danmark og det Tyske rige "angående ordning af de som følge af overgangen til Danmark af suveræniteten over Nordslesvig opståede spørgsmål", som der står i indledningen til traktaten. 

## Baggrund
Ved slutningen af 1. verdenskrig stod det klart, at en række områder, som Preussen og dermed Tyskland havde annekteret i løbet af 2. halvdel af det 19. århundrede enten skulle leveres tilbage eller befolkningerne i disse områder skulle selv have mulighed for selv at bestemme deres tilhørsforhold. Dette førte til at hertugdømmet Slesvig blev opdelt i 3 afstemningszoner, hvoraf der i Zone 1, der omfattede det senere Sønderjyllands amt, var flertal for genforening med Danmark, mens der i Zone 2 var flertal for fortsat at tilhøre Tyskland. 
Genforeningen blev på denne baggrund gennemført med virkning fra 15. juni 1920. Oprindelig var det planen, at den skulle gennemføres ved en tresidet traktat mellem sejrsmagterne, Danmark og Tyskland. Imidlertid førte et parlamentsvalg i Tyskland og efterfølgende problemer med at få dannet en regering til, at man fra tysk side bad om udsættelse af traktatundertegnelsen. Tiden gik, og det endte med at de Allierede besluttede sig for ikke længere at vente på tyskerne. Den 5. juli overgik suveræniteten over Nordslesvig til Danmark med tilbagevirkende kraft, og den 10. juli red kong Christian 10. over den gamle grænse.
Selv om Genforeningen således var gennemført, var selve grænsedragningen med opstilling af grænsepæle m.v. ikke foretaget. Til det formål blev der nedsat en Grænseafstikningskommission med medlemmer fra sejrsmagterne Frankrig, England, Italien og Japan (mens USA, der endnu ikke havde ratificeret Versailles-traktaten, ikke deltog). Den danske repræsentant var oberstløjtnant Axel Ramm, mens den tyske repræsentant var oberst Graf von Schwerin. Grænsedragningen blev foretaget mellem juli og november 1920. . 
Udover selve grænsedragningen var der en lang praktiske forhold, som skulle afklares, og derfor enedes den danske og den tyske regering om at udforme en traktat, som skulle løse disse spørgsmål. 

## Forhandlingerne
De dansk-tyske forhandlinger blev indledt den 23. maj 1921 i Reedtz Thotts palæ på Kongens Nytorv i København. 
Fra dansk side lededes forhandlingerne af udenrigsminister Harald Scavenius og forhandlingsdelegationen bestod desuden af den danske gesandt i Berlin, Carl Moltke, direktør i udenrigsministeriet Otto Christian Scavenius, amtmand Otto Didrik Schack og kontorchef Martin Hammerich.. 
Den tyske side blev ledet af geheimrat von Körner og bestod desuden af den tyske gesandt i København von Neurath og legationsrat von Jena.. 
Begge sider indkaldte undervejs i forhandlingerne forskellige sagkyndige. 
Forhandlingerne drejede sig i første række om en række emner, som var blevet opstillet i forbindelse med grænseafstikningskommissionens arbejde. Disse drejede sig for det første om forhold omkring selve grænsen, dens vedligehold, passage m.m.. Dernæst var der en række økonomiske forhold som skulle reguleres. For det tredje var der spørgsmål vedrørende lokalbefolkningens optionsret, dvs. mulighed for at opnå statsborgerskab i enten Tyskland eller Danmark. Endelig for det fjerde var der spørgsmål om udlevering af arkivalier. 
Første runde af forhandlingerne foregik i København i Perioden 23. maj til 12. juli 1921. Her nåede man til enighed om grænselinjens vedligeholdelse, optionsbestemmelser, udlevering af matrikeldokumenter, pasbestemmelser, postvæsenets afregning og opgørelse af gæld og formue i kommuner, som var blevet delt ved grænselægningen.. 
Anden runde foregik fra 27. september til 2. december 1921 i København. Her blev der udformet overenskomster om 
Sivskær i Rudbøl sø og Vidåen, lodsningen i Flensborg Fjord, vandløbs- og digeforhold samt udbetaling af forholdsmæssig andel af tyske sociale og statslige forsikringsanstalters reservefonds. 
Tredje og sidste runde forhandlinger foregik fra 25. januar til 8. februar i Berlin og fra 7. marts til 10. april 1922 i København. Her nåedes der til enighed om pensionsspørgsmålet, fiskeri i Flensborg Fjord og på Bredegrund, afgiftsfrihed ved salg af fast ejendom, benyttelse af grænseovergange og kirkegårde samt udlevering af forvaltningsakter.

## Traktaten
Traktaten kom til at bestå af i alt 18 mindre aftaler (overenskomster), som omhandlede følgende emner, jf. traktatens artikel 1: 
1. Overenskomst angående vedligeholdelse af grænselinjen mellem de to lande og de denne betegnende grænsemærker.
2. Overenskomst vedrørende benyttelse og vedligeholdelse af overgange over den dansk-tyske grænse
3. Overenskomst vedrørende ordningen af vandløbs og digeforhold ved den dansk-tyske grænse, med slutprotokol og forretningsorden for grænsevandløbskommissionen og overgrænsevandløbskommissionen.
4. Overenskomst vedrørende fiskeri og sivskær i Rudbøl sø og Vidå samt høbjergning og rørskær i Gudskog, med slutprotokol.
5. Overenskomst om fortsat benyttelse af kirkegårdene i Bov og Hanved.
6. Overenskomst vedrørende afgiftsfrihed ved salg af faste ejendomme i grænseområdet.
7. Overenskomst angående ordningen af skibsfarten i de dansk-tyske grænsefarvande.
8. Overenskomst vedrørende lodsningen i Flensborg Fjord.
9. Overenskomst angående fælles fiskeri i Flensborg Fjord.
10. Overenskomst angående fiskeriet på Bredegrunden, med slutprotokol.
11. Overenskomst om gennemførelse af Versaillestraktatens artikler 112 og 113, med slutprotokol.[6]
12. Overenskomst vedrørende forsorgen for krigsinvalider (militærrentemodtagere) og pensionister, med slutprotokol.
13. Overenskomst til ordning af skatteretlige spørgsmål, med slutprotokol
14. Overenskomst om gennemførelse af Versaillestraktatens artikel 312, med slutprotokol.[7]
15. Overenskomst vedrørende afståelse til Danmark af statslige renterettigheder osv. i Nordslesvig, med slutprotokol.
16. Overenskomst angående overgivelse af matrikulsdokumenter.
17. Overenskomst vedrørende udlevering af forvaltningsakter.
18. Noteveksling af 12. juli 1921 vedrørende nedsættelse af en kommission til fordeling af formue og gæld m.v. vedrørende de af den nye grænse overskårne offentlig-retlige korporationer.[1]

Traktaten blev underskrevet den 10. april 1922, hvorefter den blev forelagt parlamenterne i de to lande til godkendelse. Den 3. og 4. juni 1922 blev traktaten ratificeret af hhv. den tyske præsident og den danske konge. Den 7. juni 1922 udveksledes ratifikationsdokumenterne i Berlin.. 

## Traktatens implementering
En række af traktatens overenskomster havde karakter af engangshandlinger – såsom afregning af pengebeløb – og kunne således hurtigt overstås. 
Andre – såsom optionsreglerne – havde gyldighed i en fastlagt periode på op til nogle få år. 
Andre igen – såsom udlevering af forvaltningsakter – trak ud i årevis og blev først afsluttet 
i midten af 1930'erne. 
Endelig er der nogle overenskomster, som stadig har praktisk betydning. Det gælder således overenskomsten om vedligeholdelsen af grænselinjen. Hvert 10. år i de årstal der ender på 4 inden udgangen af august skal, der gennemføres en fælles inspektion af grænsen, og mindre ændringer aftales. Dette er senest sket i 2004. 